# ديفيد بولارد
ديفيد بولارد (بالإنجليزية: David Pollard)‏ (7 أغسطس 1835 - 26 مارس 1909) هو لاعب كريكت بريطاني (وحمل سابقاً جنسية المملكة المتحدة لبريطانيا العظمى وأيرلندا).